# フリートヘルム・ヴァルトハウゼン
フリートヘルム・ヴァルトハウゼン（Friedhelm Waldhausen, 1938年 - 2024年）はドイツの数学者である。専門分野は代数的位相幾何学（代数トポロジー）。

## 経歴
プロイセン王国ライン州（現ノルトライン＝ヴェストファーレン州）のヒュッケルホーフェン出身。ゲッティンゲン、ミュンヘン、ボンで数学を学び、ボン大学所属の1966年に Eine Klasse von 3-dimensionalen Mannigfaltigkeiten（「3次元多様体のクラス」）という論文で博士号を取得した。指導教官はフリードリヒ・ヒルツェブルフであった。
プリンストン大学、イリノイ大学、ミシガン大学で客員研究員を務めた後、1968年にキールへと拠点を移し、そこで教授資格を得た。
1969年、ルール大学で教授になった後、1970年にビーレフェルト大学の数学科教授となり、2004年に退職するまで務めた。

## 研究内容
初期の研究は主に3次元多様体に関する理論であり、ハーケン多様体やヒーガード分解を主に研究していた。この中において「任意のホモトピー同値なハーケン多様体は同相写像に対しホモトピックである（例：ハーケン閉多様体は位相幾何学的にrigidである）」ことを証明した。また、ヒーガード分解に関しヴァルトハウゼン予想を提出した。
1970年代なかば、トポロジー空間に対しK理論の一種を導入することで幾何的位相幾何学とK理論のつながりを拡張した。これにより、K理論（現代においてヴァルトハウゼン・カテゴリと呼ばれるものを使用）に対する新たな分野が打ち立てられ、環スペクトルの研究に新たな風を吹き込んだ。
- Algebraic K-Theory of Topological Spaces I (1976)
- Algebraic K-theory of spaces (1983)

## 受賞
2004年、ギュンター・ハーダーとともにシュタウト賞を受賞、オスナブリュック大学から名誉博士号を得た。